# Centropyge aurantonotus
Centropyge aurantonotus е вид бодлоперка от семейство Pomacanthidae. Видът не е застрашен от изчезване.

## Разпространение
Разпространен е в Аруба, Барбадос, Бахамски острови, Бонер, Бразилия, Венецуела, Гваделупа, Гвиана, Гренада, Доминика, Кюрасао, Саба, Сейнт Винсент и Гренадини, Сейнт Лусия, Сен Естатиус, Суринам, Тринидад и Тобаго и Френска Гвиана.